# Rupert Everett

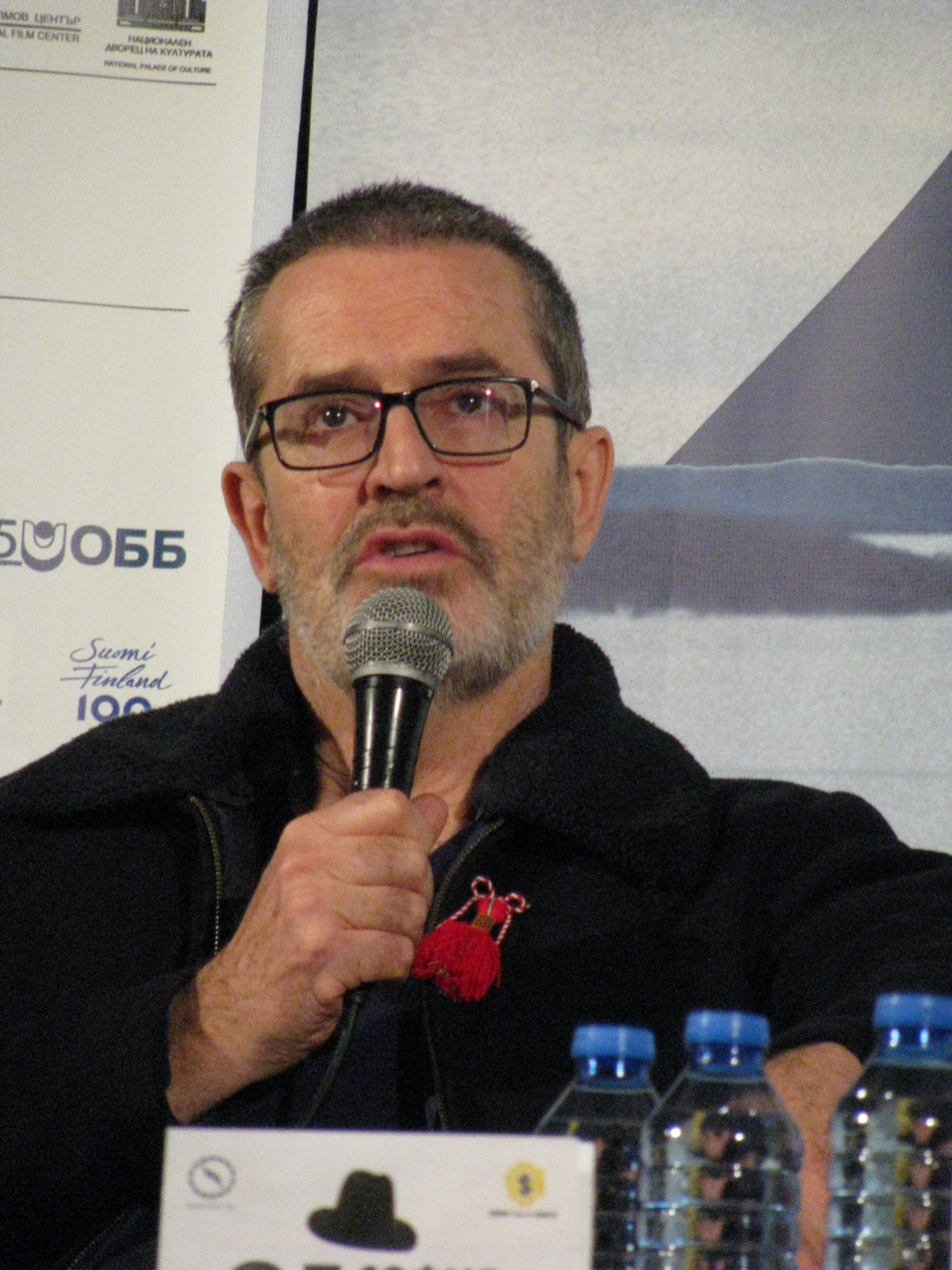
Rupert Everett (2017)

Rupert James Hector Everett (* 29. Mai 1959 in Norfolk) ist ein britischer Schauspieler.
Seinen ersten großen Erfolg hatte er 1984 mit der Verfilmung von Julian Mitchells Stück Another Country, in dem er einen homosexuellen Schüler im England der 1930er Jahre spielte. Seitdem spielte er in vielen anderen Filmen, wie Die Hochzeit meines besten Freundes und Ein Freund zum Verlieben. Zudem lieh er Prince Charming in den Shrek!-Filmen 2 und 3 seine Stimme.

## Familie
Everetts Vater Anthony Michael Everett war Offizier. Seine Mutter, Sara Maclean (* 19. September 1934), die Tochter von Sir Hector Charles Donald und Lady Opre Vyvyan, ist eine Nachfahrin der Barone Vyvyan von Trelowarren und der deutschen Freiherren von Schmiedern. Außerdem ist sie die Enkeltochter des liberalen Politikers Sir Donald Maclean, der in den Jahren nach dem Ersten Weltkrieg Führer der parlamentarischen Opposition in Großbritannien war. Everett hat außerdem noch einen älteren Bruder, Simon Anthony Cunningham Everett (* 1956). Everett ist ein Großneffe von Donald Maclean, dem sowjetischen Doppelagenten und einem der Cambridge Five.

## Leben und Karriere
Der Offizierssohn wurde im Ampleforth College erzogen, doch verließ er mit 15 Jahren die Schule und ging nach London, um Schauspieler zu werden. Er besuchte die Central School of Speech and Drama in London, die er wegen Ungehorsam verlassen musste. Nach deren Besuch, den er zeitweise mit Prostitution finanzierte, spielte Everett an verschiedenen Theatern in ganz England, so zum Beispiel auch am Citizens’ Theatre in Glasgow.

### 1980er Jahre

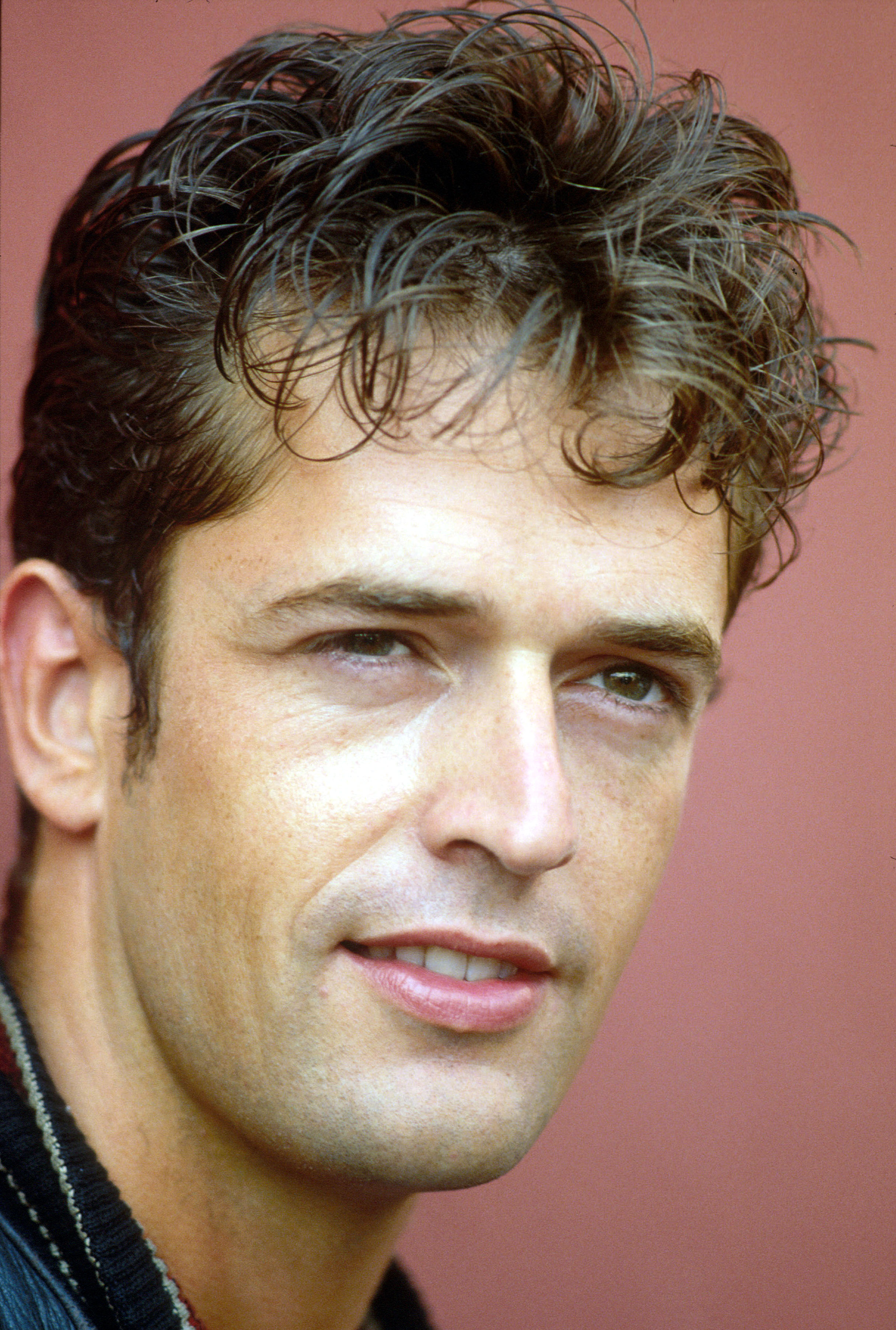
Rupert Everett bei den Filmfestspielen von Venedig 1985

Seinen Durchbruch erlebte er 1982 mit der West-End-Produktion von Another Country, in der er einen homosexuellen Schuljungen an der Seite von Kenneth Branagh spielte. Dem Theaterstück folgte 1984 die Filmversion Another Country, in der er gemeinsam mit Colin Firth die Hauptrollen spielte. Dieser Film machte ihn international bekannt. Everett hatte anschließend mit Filmen wie Dance with a Stranger und Chronik eines angekündigten Todes eine vielversprechende Filmkarriere, die einen Knick bekam, als er 1987 an der Seite von Bob Dylan in dem gewaltigen Flop Hearts of Fire mitwirkte. Ebenfalls dürfte sein 1989 erfolgtes Coming-out zu dem Karriereknick beigetragen haben, woraufhin ihm vermehrt romantische Hauptrollen verwehrt blieben.
1987 veröffentlichte Everett ein Pop-Album mit dem Titel Generation Of Loneliness. Obwohl der erfolgreiche Produzent Simon Napier-Bell, der auch Marc Bolan und Japan managte und der Popband Wham! zu internationalem Ruhm verhalf, ihn unterstützte und der Titelsong die Top 40 in den britischen Charts erreichte, folgte das Publikum dieser künstlerischen Entwicklung nicht. Everetts Gesangskarriere war daher nur von kurzer Dauer. Einige Jahre später übernahm er aber den Backgroundgesang beim Song American Pie seiner guten Freundin Madonna. Außerdem sang er 2001 They Can’t Take That Away from Me im Duett mit Robbie Williams für dessen Album Swing When You’re Winning.

### 1990er Jahre
1989 zog Everett nach Paris, kehrte der Schauspielerei eine Zeit lang den Rücken, schrieb den Roman Hello, Darling, Are You Working? und outete sich als homosexuell. 1990 kehrte er im Film Der Trost von Fremden auf die Leinwand zurück. Es folgten etliche unterschiedlich erfolgreiche Filme. 1995 veröffentlichte er einen zweiten Roman, The Hairdresser of St. Tropez. Beide Romane sind stark autobiographisch.
Der italienische Comiccharakter Dylan Dog, von Tiziano Sclavi geschaffen, wurde grafisch von Everett inspiriert. Im Gegenzug erschien der britische Schauspieler später in der Verfilmung eines Romans, der auf Sclavis Comic basierte, DellaMorte DellAmore.
Everetts Karriere wurde 1997 durch Die Hochzeit meines besten Freundes wiederbelebt. Für die Darstellung des schwulen George, des besten Freundes von Julia Roberts, erntete er viel Lob. Er erhielt eine Golden-Globe-Nominierung, einen American Comedy Award und den Blockbuster-Publikumspreis. 1999 spielte er Madonnas homosexuellen „besten Freund“ im Film Ein Freund zum Verlieben. Seither wirkte er in mehreren sehr bekannten Filmen mit und spielte oft heterosexuelle Hauptrollen. Eine Zeit lang schrieb Everett für Vanity Fair.

### Seit 2000

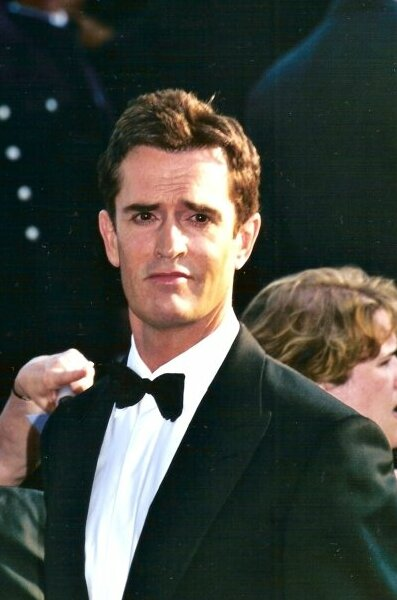
Everett auf dem Cannes Film Festival 2004

Am 10. Oktober 2001 moderierte Everett die Robbie-Williams-Show Live at the Albert in der Royal Albert Hall. Am 18. September 2006 erschien seine Autobiographie unter dem Titel Red Carpets and Other Banana Skins. Das Medienunternehmen Time Warner zahlte ihm 1 Million Pfund Vorschuss für seine Autobiographie. Darin erzählt Everett über sein Leben und seine Freundschaften und Affären mit verschiedenen Stars des Showbiz. So offenbart er beispielsweise, dass er als Student eine Beziehung zu Ian McKellen und später eine sechsjährige Affäre mit der britischen Fernsehmoderatorin Paula Yates hatte. „Meine heterosexuellen Affären verwirren mich. Aber eigentlich trifft das auf fast alle meiner Beziehungen zu“, sagte er in einem Artikel, der ihn schließlich nicht als homosexuell, sondern als bisexuell darstellte. In einer Radiosendung mit Jonathan Ross erklärte Everett seine heterosexuellen Affären als Folge seiner Abenteuerlust: „Ich war grundsätzlich abenteuerlustig. Ich glaube, ich wollte alles Mögliche ausprobieren.“ In einem Interview in This Morning erklärte er sich selbst einfach nur als homosexuell.
2007 führte er den Sydney Gay and Lesbian Mardi Gras an. Am 7. Juli präsentierte er das Live Earth-Konzert in London. Am 20. Juli 2007 war er in der britischen Fernsehshow The Friday Night Project zu Gast.
2018 wurde mit The Happy Prince sein Regiedebüt veröffentlicht. Es handelt sich um eine Filmbiographie, in der die letzten Lebensjahre von Oscar Wilde dargestellt werden. Everett selbst übernahm auch die Hauptrolle.
Everetts deutscher Synchronsprecher ist seit Die Hochzeit meines besten Freundes Tom Vogt.

## Filmografie (Auswahl)
- 1982: A Shocking Accident (Kurzfilm)
- 1983: Princess Daisy (Fernsehfilm)
- 1984: Another Country
- 1985: König Artus (Arthur the King, Fernsehfilm)
- 1985: Dance with a Stranger
- 1986: Duet for One
- 1987: Chronik eines angekündigten Todes (Cronaca di una morte annunciata)
- 1987: Was vom Leben übrigbleibt (The Right Hand Man)
- 1987: Brille mit Goldrand (Gli occhiali d’oro)
- 1987: Hearts of Fire
- 1989: Tolérance
- 1990: Der Trost von Fremden (The Comfort of Strangers)
- 1992: Der ganz normale Wahnsinn (Inside Monkey Zetterland)
- 1993: Mama’s Back (Fernsehfilm)
- 1994: DellaMorte DellAmore
- 1994: Prêt-à-Porter
- 1995: King George – Ein Königreich für mehr Verstand (The Madness of King George)
- 1996: Dunston – Allein im Hotel (Dunston Checks In)
- 1997: Die Hochzeit meines besten Freundes (My Best Friend's Wedding)
- 1998: B. Monkey
- 1998: Shakespeare in Love
- 1999: Ein perfekter Ehemann (An Ideal Husband)
- 1999: Ein Sommernachtstraum (William Shakespeare’s A Midsummernight’s Dream)
- 1999: Inspektor Gadget (Inspector Gadget)
- 2000: Ein Freund zum Verlieben (The Next Best Thing)
- 2001: South Kensington
- 2002: Ernst sein ist alles (The Importance of Being Earnest)
- 2002: Wer tötete Victor Fox? (Unconditional Love)
- 2002: Die Abenteuer der Familie Stachelbeere (The Wild Thornberrys Movie, Stimme)
- 2003: To Kill a King
- 2003: Gefährliche Liebschaften (Les liaisons dangéreuses, Fernsehmehrteiler, 3 Episoden)
- 2003: Mr. Ambassador (Fernsehfilm)
- 2004: Stage Beauty
- 2004: Shrek 2 – Der tollkühne Held kehrt zurück (Shrek 2, Stimme)
- 2004: Der Partykönig von Ibiza (People)
- 2004: The Third Identity – Im Bann der Macht (A Different Loyalty)
- 2004: Sherlock Holmes – Der Seidenstrumpfmörder (Sherlock Holmes and the Case of the Silk Stocking, Fernsehfilm)
- 2005: Geliebte Lügen (Separate Lies)
- 2005: Boston Legal (Fernsehserie, 2 Episoden)
- 2005: Die Chroniken von Narnia: Der König von Narnia (The Chronicles of Narnia: The Lion, the Witch and the Wardrobe, Stimme)
- 2006: Der stille Don (Тихий Дон, Miniserie, 7 Episoden, bereits 1992 gedreht)
- 2007: Shrek der Dritte (Shrek the Third, Stimme)
- 2007: Der Sternwanderer (Stardust)
- 2007: Die Girls von St. Trinian (St. Trinian’s)
- 2009: Die Girls von St. Trinian 2 – Auf Schatzsuche (St Trinian’s 2: The Legend of Fritton’s Gold)
- 2010: Wild Target – Sein schärfstes Ziel (Wild Target)
- 2011: In guten Händen (Hysteria)
- 2011: Black Mirror (Fernsehserie, Episode 1x02)
- 2012: Parade’s End – Der letzte Gentleman (Parade’s End, Miniserie, 5 Episoden)
- 2012: Rosamunde Pilcher: Die andere Frau (The Other Wife, Fernsehzweiteiler)
- 2014: Rosenn
- 2015: A Royal Night – Ein königliches Vergnügen (A Royal Night Out)
- 2016: Die Musketiere (The Musketeers, Fernsehserie, 6 Episoden)
- 2016: Die Insel der besonderen Kinder (Miss Peregrine’s Home for Peculiar Children)
- 2017: Quacks (Fernsehserie, 3 Episoden)
- 2018: The Happy Prince
- 2019: Der Name der Rose (The Name of the Rose; Fernsehserie, 7 Folgen)
- 2019: The Warrior Queen of Jhansi
- 2020: Adult Material (Fernsehserie, 4 Folgen)
- 2021: She Will
- 2022: Der Liebhaber meines Mannes (My Policeman)
- 2023: Napoleon

## Bücher
- Wildes Weekend in Tanger. (OT: Hello Darling, Are You Working?) Piper, München, Zürich 1993, ISBN 3-492-11634-5.
- The Hairdresser of St. Tropez. (1995)
- Rote Teppiche und andere Bananenschalen. (OT: Red Carpets and Other Banana Skins (Autobiography), 2006) Kiepenheuer, Berlin 2009, ISBN 978-3-378-00694-2

## Nominierungen
- 1997: Golden Globe als bester Nebendarsteller für Die Hochzeit meines besten Freundes
- 1999: Golden Globe als bester Hauptdarsteller für Ein perfekter Ehemann
- 2001: Goldene Himbeere für die schlechteste Filmpaarung (mit Madonna) für Ein Freund zum Verlieben